# Килніку-де-Сус
Килніку-де-Сус (рум. Câlnicu de Sus) — село у повіті Горж в Румунії. Входить до складу комуни Килнік.
Село розташоване на відстані 248 км на захід від Бухареста, 20 км на південний захід від Тиргу-Жіу, 93 км на північний захід від Крайови.

## Населення
За даними перепису населення 2002 року у селі проживали 678 осіб, з них 677 осіб (99,9%) румунів. Усі жителі села рідною мовою назвали румунську.